# Підласий Іван Павлович
Іва́н Па́влович Підла́сий (15 березня 1939, Ширмівка — 15 грудня 2020, Черкаси) — педагог, доктор педагогічних наук (1991), професор (1993). 

## Біографічні дані
Народився 15 березня 1939 року в Ширмівці.
У 1963 році закінчив Вінницький педагогічний інститут. Працював учителем. 
З 1965 року працював у Полтавському педагогічному інституті. З 1972 по 1990 — завідувач кафедри педагогіки, декан факультету фізичного виховання Черкаського педагогічного інституту; з 1991 по 1997 — декан факультету перепідготовки фахівців, водночас з 1995 по 1997 — завідувач кафедри соціального менеджменту. З 2004 по 2010 — завідувач кафедри гуманітарних технологій і педагогіки вищої школи Черкаського технологічного університету. З 1997 по 1999 — заступник директора Черкаського банківського коледжу. З 2001 2003 — завідувач кафедри філософії освіти Черкаського обласного інституту післядипломної освіти. 
Помер 15 грудня 2020 року в Черкасах.

## Наукова робота
Проводив наукові дослідження дидактики, методології та методики педагогічних досліджень, продуктивниї педагогічних технологіц, програмного навчання. Запропонував модель «ідеального педагога», діагностичні методики та експертизи педагогічних проєктів.

### Основні праці
За ЕСУ:
- Як підготувати ефективний урок. — К., 1989;
- Педагогічні умови створення та застосування діагностичних експертних систем. — К., 1995;
- Діагностика та експертиза педагогічних проектів. — К., 1998;
- Практична педагогіка або три технології: інтерактив. підруч. для педагогів ринк. системи освіти. — К., 2004;
- Педагогіка: новий курс: у 2 т. — М., 2008;
- Продуктивний педагог: настільна книга для вчителя. — Х., 2010;
- Спільна дія. — Х., 2012.[1]